# Vladslo
Vladslo est une section de la ville belge de Dixmude située en Région flamande dans la province de Flandre-Occidentale. C'était une commune à part entière avant la fusion des communes de 1977.

## Démographie

### Évolution démographique
- Sources : INS, Rem. : 1831 jusqu'en 1970 = recensements, 1976 = nombre d'habitants au 31 décembre[2].

## Histoire
Le 19 octobre 1914, l'armée impériale allemande exécute 10 civils lors des atrocités allemandes commises au début de l'invasion.L'unité mise en cause est probablement la 43e DIR- Division d'Infanterie de Réserve-.

## À voir
- L'église Saint-Martin possède une tour-lanterne du XVe siècle. Endommagée au cours de la Première Guerre mondiale, elle a été reconstruite.
- Dans la forêt de Praatbos se trouve un cimetière militaire, où reposent 25 638 soldats allemands tombés au cours de la Première Guerre mondiale[4]. Deux statues de l'artiste berlinoise Käthe Kollwitz la représentent avec son mari en train de pleurer leur fils, Peter, âgé de 17 ans, mort non loin de là à Esen le 23 octobre 1914. Le cimetière est aussi chanté par Willem Vermandere dans « Vladslo ».